# 安杰伊·斯克日德莱夫斯基
安杰伊·斯克日德莱夫斯基（波蘭語：Andrzej Skrzydlewski，1946年11月3日—2006年5月28日），波兰男子摔跤运动员。他曾代表波兰参加1972年和1976年夏季奥林匹克运动会摔跤比赛，其中1976年奥运会获得一枚铜牌。